# Municipio de Crosby (Arkansas)
El municipio de Crosby (en inglés: Crosby Township) es un municipio ubicado en el condado de White en el estado estadounidense de Arkansas. En el año 2010 tenía una población de 607 habitantes y una densidad poblacional de 25,27 personas por km².

## Geografía
El municipio de Crosby se encuentra ubicado en las coordenadas 35°17′50″N 91°50′49″O / 35.29722, -91.84694. Según la Oficina del Censo de los Estados Unidos, el municipio tiene una superficie total de 24.02 km², de la cual 24 km² corresponden a tierra firme y (0.06%) 0.02 km² es agua.

## Demografía
Según el censo de 2010, había 607 personas residiendo en el municipio de Crosby. La densidad de población era de 25,27 hab./km². De los 607 habitantes, el municipio de Crosby estaba compuesto por el 92.75% blancos, el 0.33% eran afroamericanos, el 1.98% eran amerindios, el 1.32% eran asiáticos, el 0.49% eran isleños del Pacífico, el 1.48% eran de otras razas y el 1.65% pertenecían a dos o más razas. Del total de la población el 2.8% eran hispanos o latinos de cualquier raza.